# 난폭한 기록
"난폭한 기록"은 2019년에 개봉한 대한민국의 영화이다.

## 캐스팅
- 정두홍 : 강기만 역
- 류덕환 : 남국현 역
- 서은아 : 최설란 역
- 정의갑 : 정태화 역
- 김해인 : 한송화 역
- 최제헌 : 차종도 역
- 윤승훈 : 오길주 역
- 이해영 : 박경환 역
- 권재환 : 문귀수 역
- 손영순 : 흑노파 역
- 김사권 : 윤재호 역
- 김정팔 : 목 사장 역
- 최하나 : 서정화 역
- 이준용 : 안 형사 역
- 서재규 : 영대 역
- 정영기 : 조사관 역
- 안홍진 : 남자의사 역
- 이응현 : 축구선수 역
- 채린 : 쇼걸 역
- 유정호 : 이 형사 역
- 김남훈 : 구 사장 역
- 나온유 : 은재 역
- 정재필 : 나물채취꾼 역
- 김충근 : 충근 역
- 최성민 : 폭력배두목 역
- 박봉헌 : 껄렁한형사 역
- 손주호 : 순진한형사 역
- 문정수 : 키스방사장 역
- 한우진 : 추리닝 역
- 이랑 : 구사장동생 역
- 이춘병 : 덩치큰사내 역
- 유승국 : 조사관 B 역
- 박선주 : 조사관서기 역
- 박재한 : 아베크남 역
- 박배리 : 아베크녀 역

## 같이 보기
- 2019년 대한민국의 영화 목록